# Президентство Джона Адамса
Президентство Джона Адамса началось 4 марта 1797 года, когда прошла его инаугурация как второго президента США, и закончилось 4 марта 1801 года. До этого Джон Адамс занимал пост вице-президента при Джордже Вашингтоне; президентом он стал после победы на президентских выборах 1796 года. Адамс стал единственным представителем партии федералистов на посту президента. Он отслужил один срок и покинул пост после поражения на президентских выборах 1800 года. Его преемником стал Томас Джефферсон из оппозиционной Республиканской партии (позже известной как Демократическо-республиканская партия).
Когда Адамс принял пост, уже шла война между Англией и Францией, которая создавала много проблем для Америки. Переговоры с Францией привели к инциденту XYZ, когда французские чиновники потребовали взятку для продолжения переговоров. Между США и Францией началась необъявленная война на море, известная как Квазивойна. Этот конфликт стал важнейшим событием в годы президентства Адамса.
Политика федералистов и Адамса вызвала много критики со стороны республиканской прессы, и в ответ на это 5-й Конгресс принял «Законы об иностранцах и подстрекательстве к мятежу», которые Адамс подписал, — этот шаг считается самой крупной ошибкой его президентства.
Споры о военных приготовлениях привели к внутрипартийному расколу: Адамс стал враждебно относиться к бывшему министру финансов Александру Гамильтону, а тот всё больше разочаровывался в личности Адамса. Когда Адамс отправил в отставку кабинет, Гамильтон опубликовал критический обзор личности и поведения президента. На президентских выборах 1800 года часть федералистов поддержала Чарльза Пинкни, что привело к поражению Адамса и партии федералистов. Это событие получило известность как «Революция 1800 года».
Историки неоднозначно оценивают президентство Адамса. Историк Ральф Браун писал, что негативная оценка Адамса сложилась в основном потому, что в историографии доминировала точка зрения его врагов, в первую очередь Гамильтона, но признавал, что Адамс имел много недостатков. Самуэль Моррисон писал, что Адамс не подходил к должности президента: он хорошо разбирался в политике, но был плохим администратором.

## Выборы 1796 года

Распределение голосов выборщиков по штатам на голосовании 1796 года

Летом 1796 года пошли слухи о том, что президент Джордж Вашингтон не будет переизбираться на третий срок. 19 сентября было официально опубликовано Прощальное обращение Вашингтона, и с этого момента фактически началась предвыборная гонка, первая в истории США. Основными кандидатами были Джон Адамс и Чарльз Пинкни от партии федералистов, и Томас Джефферсон и Аарон Бёрр от партии республиканцев. Адамс наблюдал за борьбой из Массачусетса, а Джефферсон — из Вирджинии, и оба изображали отсутствие интереса к процессу.
В прессе шла ожесточённая полемика: Джефферсона обвиняли в атеизме, франкофильстве, вспоминали его сопротивление экономической политике Гамильтона и договору Джея, а Адамса обвиняли в монархизме, англофильстве, в неверии в демократию и в отсутствии уважения к Конституции. Писали, что он «поклонник королей, рангов и титулов» и что он введёт в США принцип престолонаследия для передачи власти своему сыну Джону Куинси Адамсу.
Важную роль на выборах играл Александр Гамильтон. Его стратегия состояла в том, чтобы поддержать Пинкни и вывести его в президенты, при этом Адамс стал бы вице-президентом, а Джефферсон не попал бы в правительство. Считается, что Гамильтон не желал победы Адамса, поскольку тот был крайне независим и не поддавался внешнему влиянию. Гамильтон призывал федералистов голосовать поровну за Адамса и Пинкни, рассчитывая, что южанин Пинкни получит дополнительные голоса на юге и таким образом обгонит Адамса. Адамсу было известно о замыслах Гамильтона, но он, чтобы не порождать конфликта внутри партии, делал вид, будто ничего этого не знает.
8 февраля 1797 года был произведён финальный подсчёт голосов. Адамс получил 71 голос выборщиков, Джефферсон 68 голосов, Пинкни 59 голосов. До исхода выборов Адамс был готов уйти в отставку в том случае, если его снова изберут вице-президентом или если он получит голосов поровну с Джефферсоном (что казалось ему унизительным). Победа с перевесом в три голоса тоже уязвила его самолюбие, и он винил Гамильтона и Джефферсона в таком исходе выборов. Это означало, что Гамильтон, который ранее пользовался неограниченным доверием Вашингтона, теперь оказался полностью лишён доступа к новому президенту.

## 1797 год

### Инаугурация
Инаугурация Адамса была назначена на 4 марта 1797 года. Он специально купил себе новую карету, «простую, но элегантную», запряжённую всего двойкой лошадей (а не шестёркой, как на инаугурации Вашингтона). Он надел серый камзол без украшений и в целом старался избегать «придворных» элементов, за которые осуждали Вашингтона на его инаугурации. В 10:00 Джордж Вашингтон собрал Сенат в Конгресс-Холле; на втором этаже здания сенатор Уильям Бингем, временный президент Сената, принял присягу у вице-президента Джефферсона. Затем принесли присягу новоизбранные сенаторы, после чего все спустились на этаж Палаты представителей.
В этот момент Джон Адамс подъехал к зданию Конгресс-Холла, вошёл на первый этаж и занял место спикера Палаты представителей. Рядом сели вице-президент и спикер Палаты представителей. В зале присутствовало около сотни членов Палаты и все сенаторы. Было много дам. Перед тем, как принести присягу, Адамс зачитал свою речь: он выразил своё уважение Конституции, веру в новое правительство, в права штатов и в скорое улучшение образования всего народа. Главной угрозой нации он назвал партийные раздоры и иностранное влияние. Он призвал улучшить положение индейцев, чтобы они «дружественнее относились к нам, а мы к ним».
Закончив речь, он спустился с трибуны к специальному столу, где Верховный судья Оливер Элсворт принял у него президентскую присягу. Адамс стал президентом государства, которое, после присоединения Вермонта, Кентукки и Теннесси, насчитывало 16 штатов. Его биограф Дэвид Маккалоу писал: «Никогда не занимая административных постов, играя самые второстепенные роли в предыдущей администрации, не отслужив в армии и не участвуя в политических кампаниях, он теперь был главой исполнительной власти и главнокомандующим».

### Отношения с кабинетом

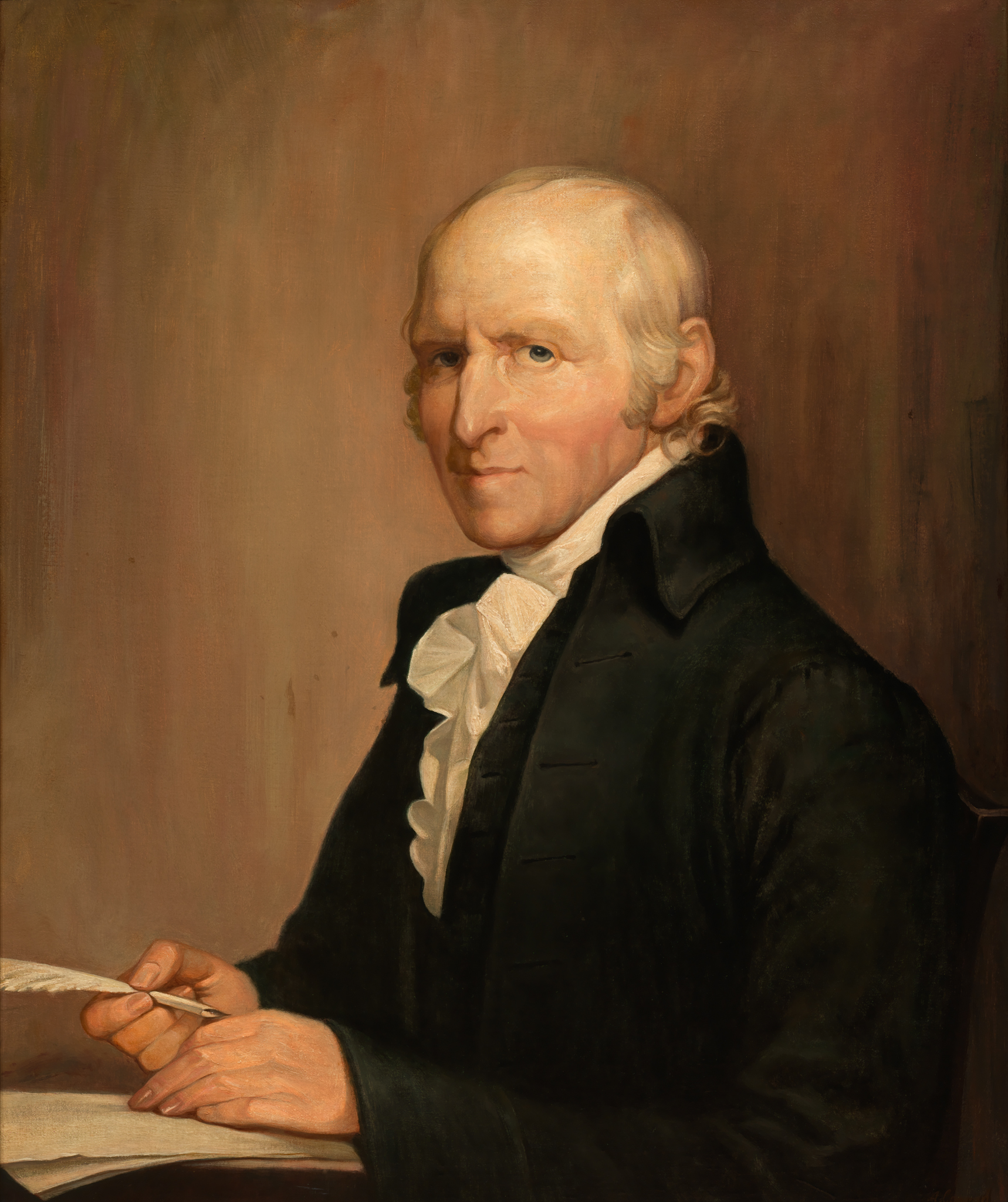
Тимоти Пикеринг, портрет работы Гилберта Стюарта

В наследство от прежней администрации Адамсу досталось четыре департамента (министерства): Государственный, Военный, Казначейство и Судебный. Главы департаментов были чем-то вроде советников президента, и к ним изредка применялось слово «кабинет». Считается, что кабинет должен разделять взгляды и политику президента, но отношения Адамса с кабинетом были сложными. У него были хорошие отношения с генпрокурором Чарльзом Ли и впоследствии с Бенжамином Стоддертом (главой военно-морского департамента), но госсекретарь Тимоти Пикеринг, военный министр Джеймс Мак-Генри и госказначей Оливер Уолкотт были сторонниками бывшего госказначея Александра Гамильтона и больше доверяли его мнению. По многим причинам Адамс не стал менять состав кабинета при вступлении в должность. Сам он писал (в письме Линкольну в 1800 году), что в начале президентства старался делать как можно меньше кадровых перестановок.
В Британии существовала традиция смены министров при смене монарха, но в США такой традиции не было; не было и прецедента смены кабинета при смене президента, и Адамс имел возможность оставить всех глав департаментов на своих местах, исходя из того, что они лучше разбираются в делах департамента, чем новички. Кроме того, он знал, с каким трудом Вашингтон подбирал кандидатуры министров. В то время эта должность ещё не имела престижа, а зарплата была невысокой. Сказалась и сложная политическая ситуация в марте 1797 года: Адамс победил на выборах лишь небольшим перевесом голосов, часть федералистов голосовала за Пинкни, и смена кабинета могла углубить раскол в партии.
Сам Адамс рассказывал о своих отношениях с кабинетом в двух версиях: согласно первой, он ничего не знал о влиянии Гамильтона, а когда узнал, то сразу сменил кабинет министров. Согласно второй версии, он всегда знал о влиянии Гамильтона, потому что тот был реальным главой кабинета ещё при Вашингтоне. Адамс говорил, что Вашингтон был формальным президентом, всего лишь «вице-королём» при Гамильтоне.
Сложнее всего сложились у Адамса отношения с госсекретарём Тимоти Пикерингом. Честный в финансовых делах и работоспособный, он был самоуверенным и неуступчивым человеком, не любил Адамса и не доверял ему. Некогда он приветствовал Французскую революцию, но затем изменил отношение к Франции и стал убеждённым англофилом. Вашингтон в своё время не доверял Пикерингу, а Гамильтон советовал Вашингтону внимательно контролировать Пикеринга. Несмотря на его сложный характер, Адамсу первое время удавалось поддерживать с Пикерингом нормальные отношения.
Военный секретарь Мак-Генри, по общему мнению, был слабым администратором и ощутимо зависел от Гамильтона. Госказначей Уолкотт являлся самым способным членом кабинета, и он тоже был сторонником Гамильтона, но иногда поддерживал Адамса, а в некоторых случаях принимал решения самостоятельно. Первые трения с Уолкоттом начались уже в первый день президентства: Адамс предложил Джефферсону отправить послом во Францию Мэдисона, и затем, 5 марта, рассказал об этом Уолкотту. Тот возмутился тем, что президент обсуждает такие вопросы с лидером оппозиционной партии до обсуждения со своим кабинетом; он высказался категорически против и заявил, что весь кабинет подаст в отставку, если Адамс не передумает. В те дни Адамс решил не идти на конфликт с кабинетом.
Джефферсон сразу заметил, что Адамс окружён сторонниками Гамильтона. «Он окружён гамильтонами, которые ненавидят его лишь чуть меньше, чем меня», говорил он. Джефферсон даже написал Адамсу письмо с предостережениями, но Мэдисон отговорил его отправлять это письмо, полагая, что неразумно давать советы главе конкурирующей партии.
Вашингтон всегда запрашивал мнение своего кабинета, но Адамс с большей охотой советовался с друзьями, родственниками и с женой Эбигейл. Он предпочитал отдавать приказы, а не спрашивать мнений. Кроме того, Адамс часто уезжал в Куинси и отсутствовал в столице иногда по 7―9 месяцев в году. Вашингтон говорил, что это ставит друзей правительства в неловкое положение и даёт оппозиции пищу для инсинуаций. Адамс потерял контроль над кабинетом во многом из-за этих отлучек, писал Рон Черноу, а Дэвид Маккалоу писал, что Адамсу следовало быть в центре событий, и это многое изменило бы.
Историк Джон Ферлинг писал, что отношения Адамса с кабинетом объясняются тем, что он плохо понимал принципы исполнительной власти: 18 лет из 22-х он находился на дипломатической службе или был вице-президентом. У него никогда не было советников. Он мог бы знать, что такое политический патронаж, на примере губернатора Хатчинсона или Вашингтона; будь он более уверен в себе, более решителен, он мог бы окружить себя своими людьми. Кроме того, Адамс полагал, что все внутренние вопросы решаются Конгрессом, а международные вопросы — президентом. Он считал себя опытным дипломатом, который не нуждается в советах. Кабинет, таким образом, должен был только выполнять распоряжения президента или Конгресса, и с этой точки зрения состав кабинета не имел значения. Такое искажённое представление об исполнительной власти создало Адамсу много проблем.

### Отношения с Конгрессом
Судьба американского президентства во многом зависит от способности президента взаимодействовать с Конгрессом и влиять на него. При Вашингтоне и Адамсе не было конгрессмена, который был бы выразителем позиции президента. При Вашингтоне сильное влияние на Конгресс оказывал Гамильтон, но у Адамса не нашлось такого же политика. Для личного влияния Адамсу не хватало харизмы, так что многие влиятельные федералисты прислушивались в основном к мнению Гамильтона. Главным вопросом президентства Адамса были отношения с Францией. Он хотел добиться мира с Францией и избежать союза с Англией, и в этом вопросе его не могли поддержать ни федералисты, ни республиканцы.

### Финансовые сложности
Помимо проблем с Конгрессом и кабинетом у Адамса были и личные финансовые проблемы. Его зарплата президента составляла $25 000 в год, и этого могло хватить только при большой экономии. Вашингтон в годы президентства мог рассчитывать на доходы со своего поместья, Джефферсон впоследствии оказался в долгах, а Адамсу приходилось полагаться только на меры экономии и продукты своей фермы в Куинси. Адамсу очень не хватало секретаря, ему приходилось самому читать все письма и отвечать на них. Только летом 1798 года он нанял секретарём Билли Шоу, племянника своей жены. Он сортировал документы, делал с них копии, но читать письма и составлять ответы Адамсу приходилось самому.

### Отношения с Францией
Основной проблемой в начале президентства Адамса, заслонившей все остальные, были отношения с Францией. В 1790-х годах Англия и Франция были в состоянии войны, и оба государства рассчитывали на содействие США и на торговлю с ними. Отношения с Англией удалось уладить в 1795 году, заключив Договор Джея. Однако французская Директория решила, что этот договор — уступка Англии и враждебный Франции шаг. Когда Вашингтон отозвал Джеймса Монро и отправил послом Чарльза Пинкни, Франция была возмущена. Адамс предпочитал следовать строгой нейтральности: избегать войны с Францией, но и не сближаться с Англией. Однако уже 13 марта Адамс узнал, что Франция не приняла Пинкни и велела ему покинуть свою территорию, и одновременно стало известно, что на Карибах французские фрегаты стали атаковать американские торговые суда.
25 марта Адамс постановил созвать внеочередную сессию Конгресса 25 мая 1797 года. Затем он впервые созвал кабинет на совещание. Он сказал, что война лучше национального унижения, но он всё же надеется на мирное решение конфликта. Он сказал, что хочет отправить во Францию особую комиссию, но не будет ли это унизительно? Пикеринг, Уолкотт и Мак-Генри усомнились в необходимости переговоров и были категорически против комиссии. По их мнению, переговоры должен вести один Пинкни. Решение так и не было принято, а Пикеринг и Уолкотт запросили совета у Гамильтона. Тот сказал, что комиссию надо послать, потому что мир необходим для экономической стабильности и целостности Союза. Он предлагал дополнить переговоры мерами по усилению армии и флота.

На второй день работы Конгресса (16 мая) Адамс выступил с обращением к Конгрессу. Он рекомендовал усиливать береговые укрепления, защищать торговый флот и развивать военно-морской флот (но не сухопутную армию). «16 мая стало концом медового месяца между Адамсом и джефферсонианцами», писал Браун. Уже через два дня республиканские газеты обвинили его в разжигании войны, а некоторые даже потребовали его отставки. Всю сессию Конгресса республиканцы выступали категорически против военных приготовлений и вполне одобряли политику Франции. Но федералистам понравилась речь 16 мая. «Все федералисты и многие другие одобряют выбранный тон речи и клянутся поддержать его [президента]», писал Джордж Кэбот в те дни.
Ещё с марта Адамс хотел послать во Францию особую комиссию, собранную из представителей обеих партий; когда-то он сам был членом такой комиссии вместе с Франклином и Джеем. 31 мая он предложил кандидатуры трёх человек: Чарльза Пинкни, Фрэнсиса Дейну и Джона Маршалла. Конгресс утвердил эти кандидатуры, но Дейна отказался, сославшись на плохое здоровье, и тогда Адамс выбрал (не советуясь с кабинетом) Элбриджа Герри, своего друга, федералиста, но поклонника Джефферсона. Назначение Герри вызвало много недовольства в среде федералистов. 13 июля президент выдал своим послам в целом примирительные инструкции. 20 июня Маршалл покинул Филадельфию, а 23 июня Герри отбыл из Бостона. Они должны были встретиться с Пинкни в Голландии и вместе отправиться в Париж.
В начале июля Сенат проголосовал (16-13) за создание двенадцати новых фрегатов, а чуть позже Палата представителей проголосовала за строительство береговых укреплений. Однако билль о формировании армии в 15000 человек был отклонён. В те дни Адамс писал, что если Франция заключит мир с Британией, как уже заключила с Габсбургами, то Америка окажется в исключительно опасном положении. Его сын Джон Куинси писал из Лондона 21 сентября, что после переворота 4 сентября все во Франции настроены против Америки и лично против Адамса. Но Адамс пришёл к мнению, что Франция не желает войны, а лишь хочет подчинить США своим интересам, и по этой причине будет скорее симулировать войну, а не вести её всерьёз.
Осенью и в начале зимы 1797 года от послов не поступало известий; предполагалось, что в сентябре они были в Голландии и приехали оттуда в Париж в начале октября. Адамс сомневался в удачном исходе переговоров, Джефферсон же был уверен, что переговоры идут успешно и что Адамс получает от послов известия, но скрывает их, чтобы не гасить военные настроения.

## 1798 год

### Дело XYZ
Около 20 января 1798 года до Адамса дошли слухи о том, что его миссия не принята французами. Только поздно вечером 4 марта в госсекретариат пришла пачка дипломатических писем из Франции; самое последнее было датировано 8 января. Письма были зашифрованы, и на расшифровку требовалось время, но в общих чертах было понятно, что именно произошло: послы явились в Париж 4 октября 1797 года, через четыре дня их встретил Талейран, который отказался обсуждать серьёзные вопросы, а вскоре появились несколько чиновников, которые потребовали от послов взятки для продолжения переговоров, крупного займа, и публичного извинения от Адамса за все его высказывания относительно французской политики. Когда все письма были расшифрованы и прочтены, Адамс был разгневан и встревожен. Публикация этих писем могла сделать войну неизбежной. Нельзя было и громко возмущаться, пока послы находились во Франции и могли пострадать.
Республиканская пресса обвинила Адамса в том, что он что-то скрывает и требовала передать все письма Конгрессу. 30 марта республиканец Уильям Джилс предложил Конгрессу резолюцию, требующую от Адамса предоставить все письма послов и их инструкции. 2 апреля резолюция была принята Палатой представителей (65-27). Так как предполагалось, что послы уже в безопасности, Адамс 3 апреля передал все бумаги палате и Сенату, зашифровав имена французских чиновников буквами XYZ. Республиканские политики убедились, что Франция действительно проявила враждебность, они были потрясены и растеряны. Политики-нейтралы примкнули к федералистам. Последующие месяцы были пиком триумфа федералистов, вся общественность была на стороне Адамса, некоторые республиканцы даже покинули здание Конгресса и разъехались по домам. К концу апреля анти-федералистская газета «Aurora», рупор республиканцев, стала терять подписчиков и оказалась на грани банкротства.
В середине июня 1798 года Джефферсон покинул Филадельфию и удалился в Монтичелло. Теперь федералисты полностью доминировали в Конгрессе, и это позволило им принять ряд законов по усилению армии и флота, а также законы против иностранцев и призывов к беспорядкам. Рон Черноу писал, что эта внезапная свобода рук погубила федералистов, которые не смогли сдержать авторитарные порывы и стали злоупотреблять властью.

### Создание флота

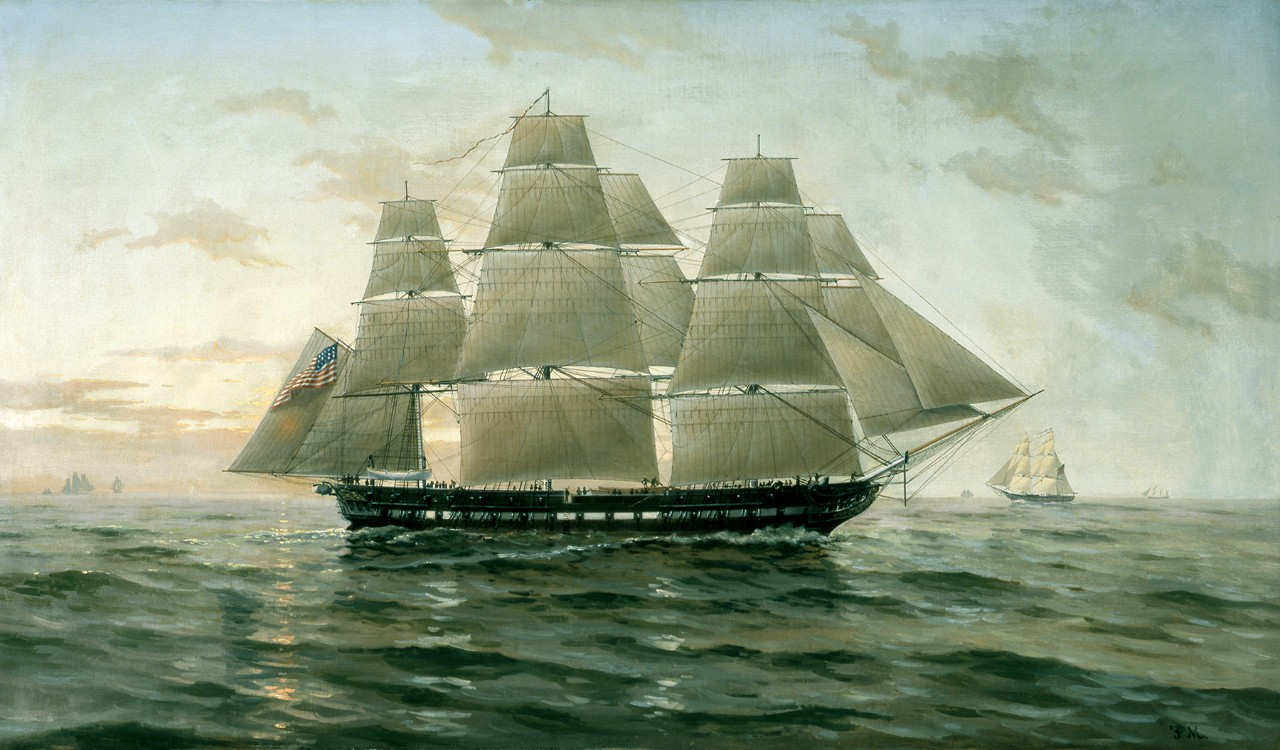
Фрегат USS Chesapeake, спущенный на воду в 1799 году

В мае 1798 года был создан Военно-Морской департамент. Адамс поставил во главе департамента мэрилендца Бенжамина Стоддерта, который был успешным коммерсантом и нехотя согласился на предложение президента. Он оказался на удивление эффективным организатором и быстро увеличивал и усиливал американский флот. Строились корабли, назначались офицеры и составлялись уставы, многие из которых действовали впоследствии целое столетие. Стоддерт не только развивал флот, но и оказался лояльным подчинённым и хорошим советником.
9 июля Конгресс официально разрешил боевым кораблям захватывать французские суда, если они препятствуют американской коммерции. Это было фактическим началом «Квазивойны».
Несколько боевых кораблей были заложены ещё при администрации Вашингтона. Это были фрегаты USS Constellation (36 орудий), USS Constitution (44 орудия) и USS United States (44 орудия). Все три были спущены на воду в 1797 году. 27 апреля 1798 года Конгресс постановил построить ещё 12 кораблей с количеством орудий не более 22-х. К концу 1798 года ВМФ США насчитывал уже 14 боевых кораблей и ещё 8 крупных, вооружённых торговых судов. Французские приватиры уже не появлялись у американских берегов, поэтому американский флот начал действовать в основном на Карибах. В феврале 1798 года фрегат USS Constellation в морском бою у острова Невис захватил французский фрегат L’Insurgente, который давно тревожил американские торговые суда. В сентябре 1799 года в строй вступили ещё три эскадры, каждая из которых состояла из фрегата и пяти бригов. На пике своей численности американский флот имел 50 боевых судов. Было подсчитано, что появление флота позволило сэкономить на страховках 8 миллионов долларов, что почти вдвое превышало средства, потраченные на флот с 1794 по 1798 год

### Формирование армии
Одновременно с созданием флота Конгресс принял решение о формировании армии в 10 000 человек, которую назвали Временной (Provisional), чтобы обойти предубеждение против «постоянной» или «регулярной» армии. Адамс впоследствии изображал себя пассивным свидетелем событий. «Таково было влияние Гамильтона в Конгрессе, — писал он, — что без рекомендации президента был принят билль о формировании армии». Одновременно были введены дополнительные налоги на военные расходы. Адамс считал всё это излишним, он не верил, что французская армия может высадиться в Америке. «Увидеть её тут столь же маловероятно, что и на небесах», ― говорил он.
В те дни Адамсу приходило много обращений как от частных лиц, так и коллективных, и он подробно отвечал на каждое. Его ответы потом публиковались в газетах. Он писал, что национальное унижение хуже войны, что уклоняться от войны унизительно, что надо сопротивляться тирании, что это поколение предаст память отцов, если проявит нерешительность. Однако, несмотря на всю воинственность этих писем, Адамс никогда не призывал к войне.
Вопреки мнениям Адамса и Гамильтона некоторые федералисты хотели объявления войны и предложили Конгрессу соответствующую резолюцию, но она была отклонена голосованием 5 июля. Историк Уильям Мёрфи обращал внимание на то, что историки сильно расходятся в оценке предполагаемой численности армии, а саму армию предполагалось создать только в случае непосредственной опасности. Очень немного офицеров было назначено, и никакого рекрутского набора не было начато.
Историки долго спорили о том, как именно предполагалось использовать сухопутную армию. Формально она нужна была для отражения французского вторжения, но её можно было использовать и для освобождения испанских колоний в Латинской Америке, что предлагал Руфус Кинг, которого в этом вопросе поддерживал Гамильтон. Её можно было использовать для захвата Луизианы или Испанской Флориды. Но все эти возможности рассматривались чисто теоретически. Часть историков считает, что армия была нужна для подавления внутренней оппозиции. «Дадим оружие в руки наших друзей», ― говорил Роберт Харпер. Но на тот момент в стране не было вооружённого противника, даже Вирджиния не собиралась сопротивляться с оружием в руках. Федералисты хотели иметь армию, писал Стэнли Элкинс, но сами не знали для чего. Гамильтон разрабатывал проекты, передавал их Мак-Генри, тот переправлял их президенту, и в итоге это ни к чему не приводило, отчасти из-за некомпетентности Мак-Генри, отчасти потому, что никто не занимался армией всерьёз. В итоге Конгресс осознал бессмысленность всего проекта и в январе 1800 года постановил прекратить вербовку. В мае армия была распущена.

### Споры о назначении Гамильтона
22 июня, ещё до того, как Конгресс принял решение о создании армии, Адамс написал письмо Вашингтону, спрашивая, стоит ли назначать командирами старых генералов, или выдвинуть молодых офицеров. Затем, не спрашивая мнения Вашингтона, он 2 июля назначил его главнокомандующим, 3 июля Конгресс утвердил это решение, а 4 июля Адамс подписал приказ о назначении. Вскоре Адамс получил письмо от Вашингтона: тот писал, что готов принять командование при определённых условиях.
Чтобы выяснить позицию Вашингтона, Адамс отправил на переговоры военного секретаря Мак-Генри. В ходе переговоров 11-12-13 июля Вашингтон согласился возглавить армию при условии, что примет полевое командование только в случае прямой угрозы вторжения вражеской армии. Это означало, что в его отсутствие фактическим командиром будет второй по старшинству офицер: генеральный инспектор. Вашингтон предполагал, что таковым должен быть или Чарльз Пинкни, или Александр Гамильтон. Мак-Генри настаивал на кандидатуре Гамильтона, и Вашингтон согласился. Когда Мак-Генри вернулся в Филадельфию, он привёз утверждённый Вашингтоном список высших офицеров. Это были Гамильтон, Пинкни и Генри Нокс. Много лет спустя Джон Куинси Адамс писал, что именно этот список привёл к расколу в партии федералистов.
Адамс был удивлён позицией Вашингтона. В годы Войны за независимость он возглавлял Военный Комитет, тесно общался с Вашингтоном и помнил, что тот никогда не вмешивался в назначения офицеров. Кроме того, он предполагал, что большинство рекрутов будут из Новой Англии, а он помнил, с какой неохотой рекруты Новой Англии подчинялись нью-йоркцу Филипу Скайлеру. Гамильтон тоже был нью-йоркцем и даже зятем Скайлера. Сам Адамс предпочитал Генри Нокса на посту главнокомандующего, но в то же время осознавал, что даже будучи президентом, он не может возражать Вашингтону, особенно в военных вопросах.
Споры о назначении длились весь август и сентябрь. Адамс попытался утвердить предложенные Вашингтоном кандидатуры, но поменять порядок старшинства. 25 сентября Вашингтон напомнил Адамсу, что тот назначил его главнокомандующим, не спрашивая его условий, и пригрозил отставкой, если Адамс не вернёт порядок старшинства. Адамс сдался и 15 октября присвоил Гамильтону звание генерала и должность генерального инспектора армии. Он проиграл этот спор, и это лишний раз восстановило его против Гамильтона. Рон Черноу писал, что Адамс совершил классическую ошибку: поставил свою репутацию в зависимость от спора, в котором не мог победить.
Джон Ферлинг писал, что нервная атмосфера того лета, когда везде мерещились заговоры, и неудача в вопросе назначения Гамильтона изменили Адамса. Прежде он поддерживал с Гамильтоном если не близкие, то как минимум хорошие отношения. Он не верил измышлениям республиканской прессы о Гамильтоне, и в какой-то момент даже не возражал против принятия Гамильтона обратно в состав кабинета. Равно и Гамильтон отзывался о президенте в целом положительно. Но теперь он был унижен отношением Вашингтона, возмущён тем, что кабинет не поддержал его в этом споре, и зол на Гамильтона, которого видел причиной всех проблем. Он стал видеть в Гамильтоне интригана и манипулятора. Он не был уверен в позиции Уолкотта, но решил, что Пикеринг и Мак-Генри предали его. К концу лета Адамс считал Гамильтона чем-то вроде американского Бонапарта, за глаза называл его «Цезарем» и говорил, что тот готов на всё ради личной власти.

### Законы об иностранцах и подстрекательстве к мятежу
К лету 1798 года отношения между партиями испортились настолько, что время от времени происходили драки в общественных местах. Пошли слухи, что французские агенты хотят поджечь Филадельфию, так что Адамс расставил охрану вокруг резиденции президента. В июне-июле 1798 года случилось то, что Рон Черноу назвал надиром (low point) президентства Адамса и крупнейшим просчётом президента. В те дни, когда президент вёл споры о назначении главнокомандующего, Конгресс принял пакет законов, которые стали известны под общим названием «Законы об иностранцах и подстрекательстве к мятежу» (Alien and Sedition Acts). Первый из них, Закон о натурализации, был принят 18 июня и увеличивал срок минимального проживания в стране для получения гражданства с 5 до 14 лет. Закон об иностранцах 25 июня давал президенту право депортировать любого иностранца без объяснения причин. Закон об иностранных агентах от 6 июля давал президенту право объявить врагом любого гражданина страны, которая находится в состоянии войны с США. И, наконец, 14 июля был принят Закон о подстрекательстве к мятежу, который вводил уголовную ответственность за распространение (в устной или письменной форме) лжи о правительстве и Конгрессе. Закон предусматривал двухлетнее тюремное заключение. По словам историка Дэвида Маккалоу, последний закон явно противоречил 1-й поправке к Конституции США (гарантирующей свободу слова), но федералисты утверждали, что это всего лишь несколько улучшенная норма британского Общего права, предусматривающего ответственность за клевету.
В историографии существуют различные мнения о мере ответственности Адамса за принятие этих законов. Все признают, что он не составлял их лично и не настаивал на их принятии. Но они были приняты в его президентский срок, и он не протестовал против них и не наложил на них вето. Впоследствии он изображал себя противником этих законов и даже утверждал, что их инициатором был Гамильтон: по его словам, в 1797 году Гамильтон отправил ему проект этих законов, но Адамс его отверг, а Конгресс принял. В реальности Гамильтон не составлял таких проектов. Когда он узнал об этих законах, он одобрил Закон об иностранцах, но осудил Закон о подстрекательстве, — «Давайте не будем устанавливать тиранию», писал он. Но когда законы были приняты, он их в целом одобрил.
Истинное отношение Адамса к этим законам в момент их принятия неизвестно. Он был сильно раздражён поведением республиканской прессы, но не высказывался открыто за её ограничение. Однако его жена Эбигейл Адамс открыто одобряла принятие «Законов». Сам Адамс впоследствии подчёркивал, что ни разу не воспользовался этими законами, и историки согласны с тем, что он никак не проявил заинтересованности в их реализации. Тимоти Пикеринг настаивал на депортации некоторых иностранцев, но Адамс отказал ему. Известно, что он подписал указы о депортации трёх иностранцев, но они покинули страну ещё до вступления указа в силу. Федералистская пресса утверждала, что «Законы» стали основной причиной поражения Адамса и федералистов на выборах 1800 года, хотя современные историки считают такую оценку преувеличенной.

### Вирджинские и Кентуккийские резолюции
Многие республиканцы предлагали не вмешиваться в политику федералистов; Джеймс Монро утверждал, что федералисты сами всё испортят. Но Джефферсон и Мэдисон решили действовать: Джефферсон считал «Закон о подстрекательстве» абсолютным злом, которое надо уничтожить. Так как федералисты контролировали Конгресс, то было решено действовать через легислатуры штатов. Ассамблеям Кентукки и Вирджинии было предложено принять резолюции, объявляющие закон неконституционным. Проект резолюции для Кентукки составил Джефферсон, а проект для Вирджинии написал Мэдисон. Имена авторов были скрыты для того, чтобы это больше напоминало общественный протест, а кроме того, Джефферсон, как вице-президент, мог быть отстранён от должности, если бы его участие вскрылось.
Кентуккийские резолюции были приняты 16 ноября 1798 года, а Вирджинские резолюции 24 декабря того же года. Текст Джефферсона был более радикальным: он утверждал, что «Законы об иностранцах» приведут к революции и кровопролитию, и призывал объявить их недействительными (этот пункт легислатура убрала из текста 1798 года, но вернула в редакции 1799 года). Мэдисон писал, что штаты имеют право вмешиваться в федеральное законотворчество: здесь он отступил от собственных принципов, поскольку некогда утверждал, что федеральные власти должны иметь право вето относительно законов штатов. По мнению современных историков, предложенная концепция была опаснее, чем сами «Законы» федералистов. Последние вскоре были отменены и забыты, а теория «прав штатов» имела долговременные последствия. Федералисты полагали, что Конституция имеет приоритет, как воля всего народа, а Джефферсон и Мэдисон настаивали на приоритете правительств штатов. Джордж Вашингтон жаловался Патрику Генри, что эти резолюции могут в перспективе разрушить Союз штатов. В конце Гражданской войны Джеймс Гарфилд, будущий президент, писал, что Кентуккийские резолюции «несли в себе семена сецессионистского кризиса, а мы теперь пожинаем плоды».

### Отношения с Сан-Доминго
В условиях Англо-французской войны США могли вести торговлю в основном с Карибскими островами, и в 1790-х годах около 600 судов торговали с французской колонией Сан-Доминго. Считалось, что Сан-Доминго производит сахара больше, чем вся Британская Вест-Индия. В 1793 году на острове началось восстание (Гаитянская революция), которое привело к власти Туссена-Лувертюра и дало острову фактическую независимость. Одновременно около 20 000 французов покинули остров и мигрировали в США, где присоединились к политическим дебатам на стороне джефферсонианцев. В июне 1798 года Конгресс запретил вести торговлю с Францией и её колониями, что стало тяжёлым ударом для экономики Сан-Доминго. В ноябре 1798 года Туссен-Лувертюр обратился к Адамсу с просьбой восстановить торговлю, обещая запретить французам использовать остров как базу для нападения на американских торговцев. Адамс и Пикеринг приняли предложение Туссен-Лувертюра.
В Филадельфию был вызван генерал Томас Мейтланд, британский агент на Сан-Доминго, для согласования политики относительно острова. Предстояло решить несколько вопросов: допустить ли переход Сан-Доминго под власть Британии; стоит ли в ходе войны с Францией захватить её карибские колонии; признать ли власть Туссен-Лувертюра на острове. Британский посол в США Роберт Листон полагал, что США позволят Британии занять Сан-Доминго, если Британия в ответ признает право США занять Луизиану и Флориду. Однако Адамс был против того, чтобы англичане контролировали Сан-Доминго.
В сентябре 1798 года Листон посетил Адамса в Куинси и обсудил с ним ситуацию с Сан-Доминго. Адамс сказал, что соглашение с Туссен-Лувертюром уже заключено, и что передача острова Англии может спровоцировать войну с Францией. Впоследствии весь 1799 год Адамс уклонялся от подобных предложений. Весной 1799 года он отправил послом на Сан-Доминго Эдварда Стивенса, дальнего родственника Гамильтона. Ему было велено поддерживать Туссен-Лувертюра в борьбе с противниками и поощрять его борьбу за независимость от Франции. Гамильтон и Пикеринг тоже внимательно следили за ситуацией на Сан-Доминго, и Пикеринг даже предложил Гамильтону набросать план организации правительства на острове. Республиканцев крайне беспокоила политика федералистов относительно Сан-Доминго, и во многом по этой причине на юге в 1798 и 1799 годах росло недовольство Гамильтоном.

## 1799 год

### Восстание Фриза
В начале 1799 года по всей стране прошла волна протестов против повышения налогов. Если некогда Восстание из-за виски началось в западной Пенсильвании, то теперь центром протеста стала восточная Пенсильвания, некогда форпост федерализма. Протестные митинги начались ещё в конце 1798 года, а в начале 1799 года начались акты неповиновения, особенно в округах Бакс и Нортгемптон. Некоторые граждане прямо отказывались платить налоги. Некий Джон Фриз собрал вооружённый отряд в количестве 150 человек, 7 марта вошёл в Бетлехем и заставил федерального маршала отпустить трёх заключённых. Федералисты восприняли это событие как начало республиканского вооружённого переворота.
12 марта Адамс издал прокламацию, осудив протест, призвал участников мирно разойтись, распорядился привести в действие армию и уехал в Куинси. Гамильтону, как командиру армии, пришлось решать проблему в отсутствие президента, не имея никакой точной информации о событиях в Пенсильвании. Он собрал крупный отряд из ополчения и регуляров, вступил в восточную Пенсильванию и арестовал 60 человек.
14 мая суд над Фризом завершился, и его, с ещё двумя ближайшими сторонниками, приговорили к казни. Затем было решено провести повторный суд, а в его ожидании приговорённые запросили помилования. Узнав о приговоре, Адамс внимательно изучил дело Фриза и не увидел ничего опасного в этом единичном акте неповиновения. 20 мая он писал, что это опасный мятеж, но явно не заговор. Ультра-федералисты были категорически против помилования. Адамс размышлял над этим вопросом до лета 1800 года, после чего помиловал всех участников. Он писал, что это «тёмные, несчастные немцы, которые не знакомы ни с нашим языком, ни с нашими законами». Рон Черноу писал, что Адамс проявил мягкость, опасаясь, что пенсильванские немцы примкнут к республиканцам .

### Назначение Мюррея

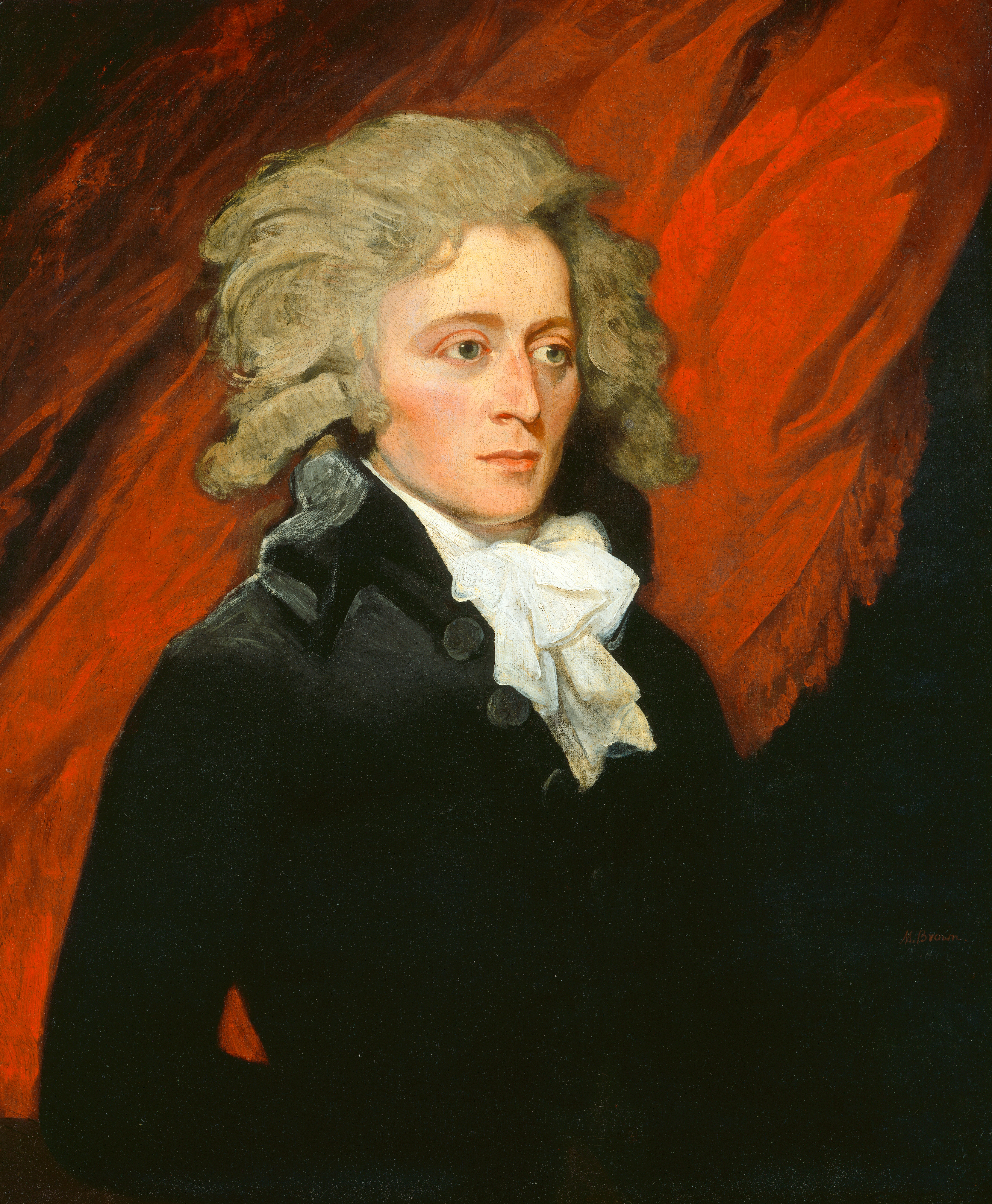
Уильям Мюррей, картина Мазера Брауна

Ещё летом 1798 года Талейран отправил Луи-Андре Пишона с секретной миссией в Гаагу. В июне тот встретился с Уильямом Вэнсом Мюрреем, американским послом в Голландии, и в частной беседе сообщил ему, что Франция хочет избежать войны. Мюррей держал в курсе переговоров Джона Куинси Адамса, посла в Берлине, и самого президента. К концу сентября Мюррей уже был уверен, что Франция готова принять посла от Адамса. 11 января 1799 года Томас, младший сын Адамса, прибыл в Нью-Йорк из Европы с письмами, и в их числе с письмами от Мюррея. В конце месяца Джордж Вашингтон получил по своим каналам информацию о том, что Франция готова к переговорам, и сообщил об этом Адамсу. Поддержка Вашингтона придала Адамсу уверенности.
В конце января, когда ультра-федералисты требовали объявления войны Франции, Адамс пошёл на самый решительный шаг своего президентства: вопреки своему кабинету и вопреки лидерам своей партии он назначил Мюррея послом во Францию. 18 февраля он сообщил об этом Конгрессу. Это известие подействовало на Конгресс как удар молнии (по словам французского консула Летомба). Федералисты были в шоке («вы будете в шоке, как и все мы тут», писал Пикеринг Кэботу) и проклинали Адамса, так что Адамс полушутя написал жене, что федералисты за критику президента заслуживают применения к ним Закона о подстрекательстве к мятежу. Но часть партии поддержала его, в частности Стоддерт, Ли, Маршалл и Генри Нокс.
Ультра-федералисты в сенате сформировали комитет из пяти человек во главе с Теодором Седжвиком для обсуждения назначения Мюррея. Они пришли к мнению, что надо отправить не одного Мюррея, а комиссию. Адамс встретился с комитетом 23 февраля (хотя такие переговоры казались ему неконституционными), и разговор был довольно жёстким: Седжвик пригрозил, что Конгресс не одобрит назначение Мюррея, а Адамс пригрозил уйти в отставку и тем самым сделать президентом Джефферсона. Через два дня Адамс решился на компромисс: он согласился на комиссию, добавив к Мюррею федералиста Оливера Элсворта и вирджинца Патрика Генри, но Генри отказался, и тогда Адамс предложил северокаролинца Уильяма Дэви. Сенат утвердил это решение.
10 марта Адамс собрал кабинет для обсуждения условий мирного договора с Францией, а 12 марта покинул Филадельфию и уехал в Куинси. Этот отъезд объясняется отчасти тем, что Адамс не спешил отправлять миссию во Францию. Он хотел мира, но не был уверен, что Франция действительно готова на переговоры. Если же миссию отвергнут и на этот раз, то война станет совершенно неизбежной. И только к осени, когда были достроены три фрегата для усиления флота, Адамс ускорил приготовления к переговорам. 30 сентября он покинул Куинси и отправился в Трентон, куда в тот момент переехало правительство. Он прибыл туда 10 октября, переговорил с кабинетом, а затем велел Пикерингу подготовить все документы, чтобы миссия отправилась не позднее 1 ноября. Пикеринг по этому поводу написал Кэботу, что «важнейший вопрос отправки миссии был решён президентом в одиночку».

## 1800 год

### Переговоры в Мортефонтене

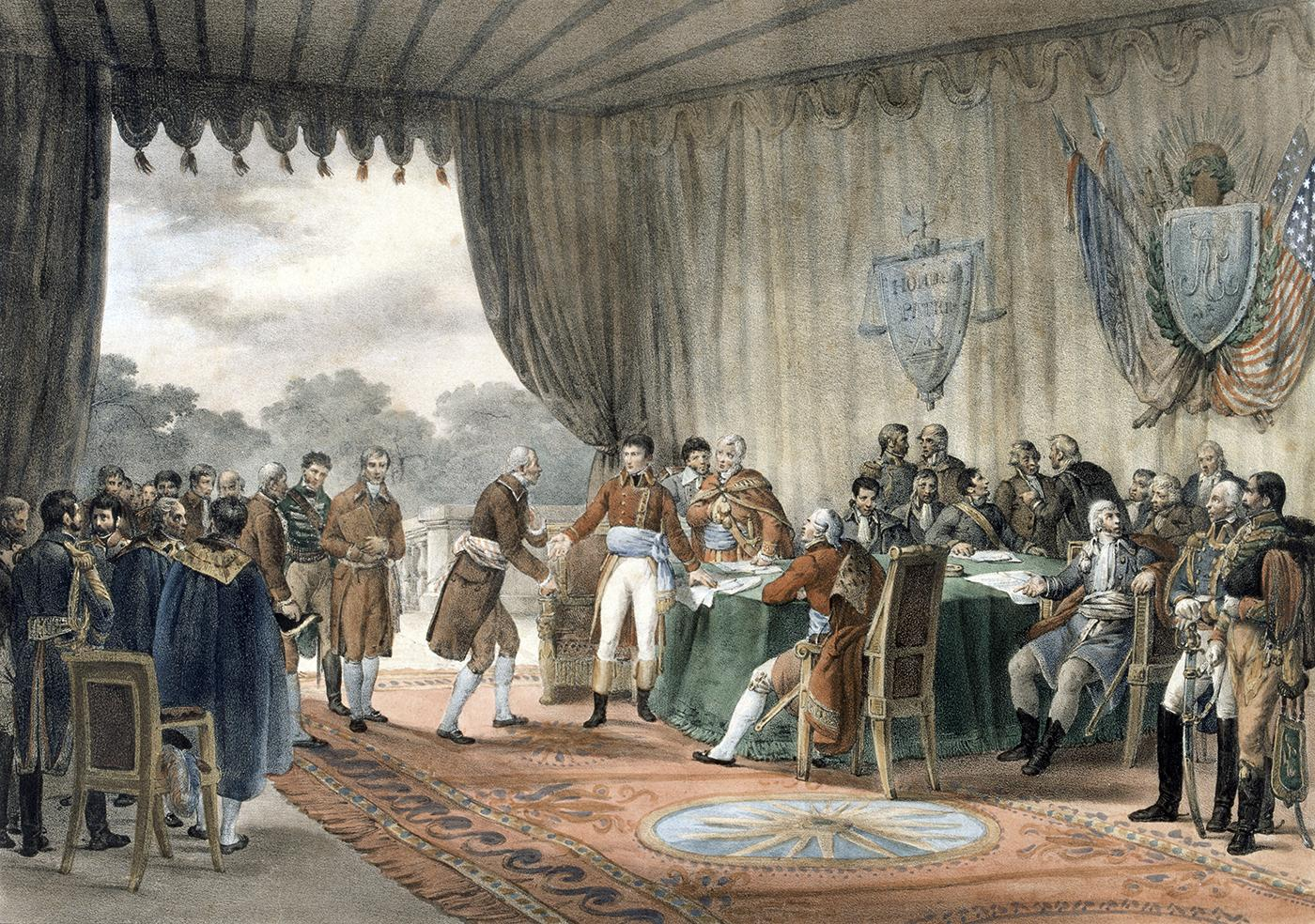
Подписание договора в Мортефонтене, картина Жана Виктора Адама

Послы Элсворт и Дэви покинули США 3 ноября 1799 года, сев на фрегат USS United States в род-айлендском Ньюпорте, и 27 ноября прибыли в Лиссабон. Они хотели переправиться в Голландию, но из-за плохой погоды добрались только до Ла-Коруньи, откуда отправились в Париж по суше. Только 2 марта они прибыли в Париж и встретились с Мюрреем. Во Францию в это время пришли известия о смерти Вашингтона и, судя по сочувственной реакции прессы, отношение к США было положительным. Наполеон был готов к переговорам, он выбрал для этой цели Пьера-Луи Рёдерера и Чарльза-Пьера Кларе Флёрьё, под общим председательством своего брата Жозефа. Из-за плохого самочувствия Жозефа переговоры начались только в апреле и сразу выявился ряд разногласий.
Американским послам требовалось, в первую очередь, добиться компенсации за весь урон, нанесённый коммерческим кораблям. Затем требовалось, чтобы Франция признала недействительными договоры 1778 и 1788 годов. Послы должны были уклоняться от союза, не обещать помощи на Карибах, и добиться отмены особых привилегий для французского посла в США. Французской миссии Талейран велел добиваться от Америки участия в конфликте с Англией, добиваться подтверждения договоров 1778 и 1788 годов, отстаивать привилегии посла и добиваться дополнительных выгодных условий. В итоге французская сторона легко согласилась на выплату компенсаций при условии, что прежние договоры будут подтверждены и заключён новый. Американская сторона хотела сначала решить вопрос компенсаций, а потом обсуждать договоры. На этом переговоры зашли в тупик.
Переговоры затянулись на всё лето. Наполеон в это время разбил австрийцев при Маренго (14 июля), и во Франции понимали, что победы Наполеона сделают американцев более уступчивыми. Мюррей, однако, полагал, что новое французское правительство постарается продемонстрировать миру свою разумность и адекватность и согласится на какие-то уступки. Но в итоге Мюррей понял, что договор надо заключать как можно быстрее, чтобы он успел повлиять на ход президентских выборов осенью того года. В итоге в конце сентября американские послы решились нарушить инструкции и подписать договор, который не упоминал вопрос компенсаций и не отменял прежних договоров. 30 сентября 1800 Договор в Мортефонтене был подписан, и на этом Квазивойна официально завершилась. В письме от 10 октября Мюррей назвал это соглашение «Конвенцией», а не «Договором», и это название укоренилось в документации.
К тому времени даже ультра-федералисты осознали необходимость мирного договора. 2 октября Гамильтон написал Маршаллу, что обстановка в Европе и умонастроения в Америке таковы, что требуют идти на соглашение. Адамс и Маршалл с нетерпением ждали новостей о переговорах, предполагая, что Наполеон затягивает их, чтобы обеспечить победу Джефферсона на выборах. 11 декабря 1800 года Уильям Дэви прибыл с копией Конвенции. 15 декабря Адамс передал в Сенат текст договора и все сопутствующие документы. Республиканцы в целом одобрили его, но многие федералисты осудили. Протестовали Седжвик, Эймс, Ратледж и Уолкотт. Так как позиции федералистов в Конгрессе были ещё сильны, то споры затянулись на месяц. На голосовании 23 февраля только 16 голосов было подано за ратификацию при необходимых двадцати. Адамс внёс в договор несколько поправок (позже принятых Наполеоном), и в таком виде 3 февраля Конвенция была ратифицирована Конгрессом 22 голосами «за» при 9 «против».
Джон Адамс считал договор с Францией главным достижением своего президентства и всей своей жизни. Много лет спустя он писал, что хочет видеть на своей могиле надпись: «здесь лежит Джон Адамс, который взял на себя ответственность за мирный договор с Францией 1800 года».

### Выборы в легислатуру Нью-Йорка
В конце апреля 1800 года начались выборы 24-й легислатуры Нью-Йорка, на которых фактически решалась судьба грядущих президентских выборов. Так как южные штаты голосовали за Джефферсона, а северные за Адамса, то исход выборов в итоге решала позиция среднеатлантических штатов и особенно Нью-Йорка. Гамильтон руководил партией федералистов в штате, а его оппонентом оказался Аарон Бёрр, который начал агрессивную предвыборную кампанию, применяя новые для того времени методы. Он лично агитировал людей на улицах города, пускал в свой дом всех желающих и угощал напитками за свой счёт. Его методы оказались гораздо эффективнее, чем методы Гамильтона. 1 мая 1800 года были оглашены результаты выборов: Бёрр и республиканцы победили. В отчаянии Гамильтон предложил Джону Джею добиться изменения правила о выборщиках. Он предложил выбирать выборщиков от штата не на сессии легислатуры, а на всеобщих выборах. Но Джей не поддержал его.

### Кабинетные перестановки
Долгое время современники и историки полагали, что поражение в Нью-Йорке вывело Адамса из равновесия и привело к внезапной вспышке гнева: 5 мая 1800 года он вызвал к себе Мак-Генри и заявил ему, что Гамильтон намеренно провалил выборы в Нью-Йорке. «Гамильтон — интриган, — сказал Адамс, — величайший интриган на свете, человек, лишённый всяких моральных принципов — он бастард и такой же иностранец, как и Галлатин. Мистер Джефферсон бесконечно лучше, мудрее, и, я уверен, на посту президента будет действовать разумно… Вы — прислужник Гамильтона, который манипулировал Вашингтоном и продолжал бы, если б мог…». Мак-Генри потом вспоминал, что Адамс говорил так, как будто был безумен. Адамс потребовал от него подать в отставку, что Мак-Генри сделал на следующий день.
Через пять дней Адамс написал письмо Пикерингу, предлагая тому подать в отставку. Пикеринг отказался, и тогда Адамс уволил его в приказном порядке. По словам Рона Черноу, сложно обвинять Адамса в том, что он избавился от неугодных ему членов кабинета, он мог бы сделать это и раньше, но он сделал это в автократичной манере, которая привела к политическому скандалу, углубила раскол в партии и лишний раз уверила Гамильтона в неадекватности Адамса.
Адамс потом утверждал, что в ходе внезапного прозрения осознал зависимость своего кабинета от Гамильтона и сразу же принял соответствующие меры. Однако известно, что он вынашивал планы такого рода уже достаточно долгое время. Джон Ферлинг писал, что Адамс решил дистанцироваться от ультра-федералистов, которые считались главными милитаристами и которых общество винило в принятии «Законов об иностранцах». Адамс понимал, что смена кабинета углубит раскол в его партии, но надеялся, что этот ход, как и мир с Францией, создаст ему имидж внепартийного президента, действующего исключительно в интересах нации. С теми же мотивами Адамс амнистировал Фриза и распустил Временную армию. Историк Стивен Курц назвал увольнение двух министров настоящим объявлением войны партии радикальных федералистов.
После увольнения Пикеринга и Мак-Генри пост военного министра занял Сэмюэл Декстер, а пост госсекретаря — Джон Маршалл. Таким образом, в последние 9 месяцев своего президентства у Адамса сложились гармоничные отношения со своим кабинетом. Президент полностью доверял новому кабинету, и у них почти не было разногласий.

### Памфлет Гамильтона

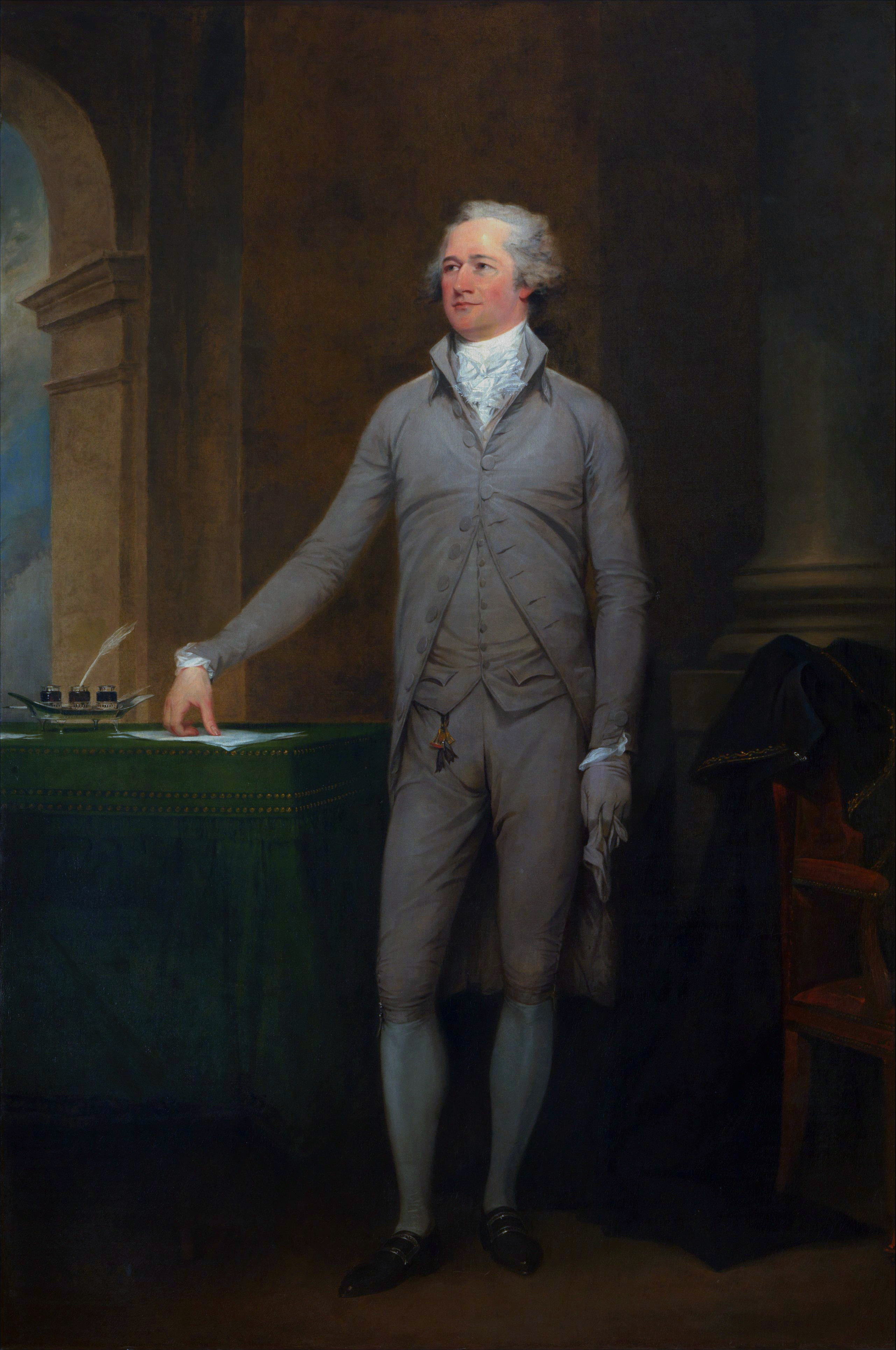
Александр Гамильтон в 1792 году, работа Джона Трамбулла

Пока Гамильтон занимал должность генерального инспектора, он сдерживал свои эмоции относительно президента, но когда в июле 1800 года его военная служба завершилась, он решил ответить Адамсу за все оскорбления, унижения и рассуждения о своей «незаконнорожденности». Он знал, что Адамс неоднократно называл его «британским лакеем», и вот 1 августа он отправил президенту письмо с требованиями объяснений. Адамс не ответил на это письмо. 1 октября Гамильтон послал второе письмо, составленное в очень резкой форме. Оно тоже осталось без ответа.
Всё лето Гамильтон работал над «письмом», которое предназначалось отдельным федералистам в некоторых штатах. Ему помогали Пикеринг, Мак-Генри и Уолкотт, при этом последний имел в тот момент доступ к документам правительства. Однако, когда Гамильтон показал им черновик письма, они очень смутились и посоветовали ему не подписывать его своим именем. Уолкотт даже советовал не публиковать это письмо, полагая, что «несчастный старик» (Адамс) разрушит свою карьеру без посторонней помощи. Но Гамильтон не последовал их совету; когда выдержки из его письма попали в республиканские газеты, он решил опубликовать его полностью во избежание кривотолков, и в конце октября этот памфлет размером в 54 страницы был опубликован в Нью-Йорке под названием «Письмо Александра Гамильтона о поведении и характере Джона Адамса, президента Соединённых Штатов».
В этом письме Гамильтон обвинил Адамса в психологической неуравновешенности, импульсивности и отсутствии самоконтроля и назвал его виновным по пяти пунктам: Адамс расстроил отношения с Францией; безосновательно уволил Мак-Генри и Пикеринга; амнистировал Фриза и пенсильванских бунтовщиков; расколол федералистскую партию и безосновательными обвинениями однопартийцев дал оружие оппозиции.
Можно подумать, что Гамильтон в порыве эмоций стал действовать иррационально и сам разрушил будущее федералистской партии и своё собственное, писал Джон Ферлинг, но больше похоже на то, что он предполагал, будто на голосовании Адамс и Пинкни получат голосов поровну, голосование перенесут в Палату представителей, и тогда его памфлет склонит симпатии на сторону Пинкни, и тот получит большинство голосов, а сам Гамильтон вернёт себе политическое влияние.

### Перенос столицы

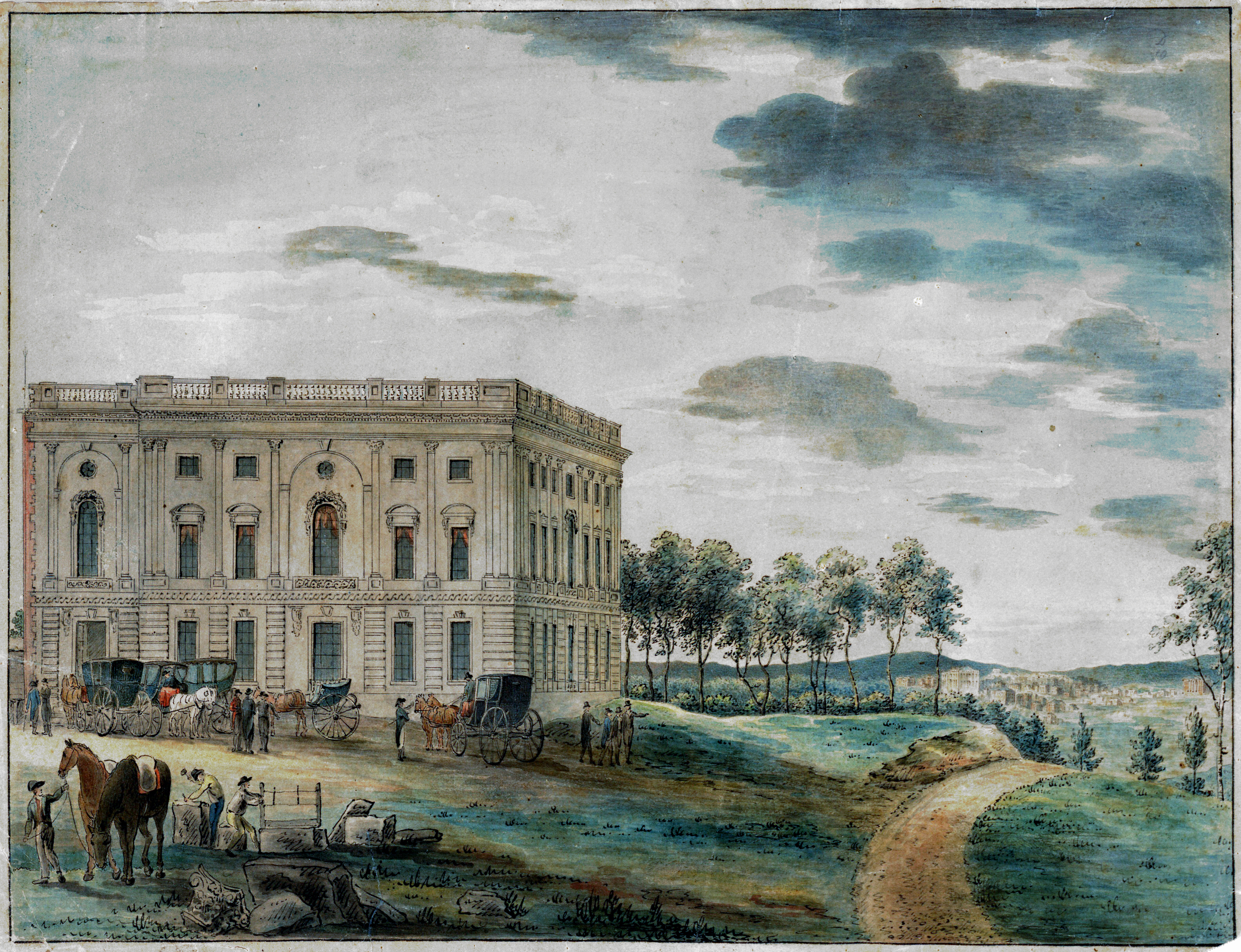
Здание Капитолия в 1800 году

Согласно Столичному акту 1790 года, столица США должна была переместиться в город Вашингтон не позднее декабря 1800 года. В июне, пока Адамс находился в Куинси, начали перемещаться правительственные чиновники и архивы. За лето и начало осени открылось несколько учреждений, хотя многие здания были ещё недостроены. Стало увеличиваться количество рейсовых повозок между столицей и другими городами: они позволяли доехать из Филадельфии в Вашингтон за 33 часа. Стала издаваться первая газета, и несколько представлений дал театр.
13 октября 1800 года Адамс покинул Куинси и отправился в новую столицу. Он ехал не спеша и приехал в Вашингтон вечером 1 ноября, после чего впервые в истории столицы провёл ночь в Белом доме. На следующий день он написал письмо жене, сообщив, что резиденция пригодна для жизни. «…прежде чем завершить это письмо, я молю небеса о благословении этому дому и всем, кто будет жить в нём. Пусть только честные и мудрые люди правят под этой крышей», написал он. 16 ноября приехала Эбигейл, которая была потрясена условиями жизни в президентской резиденции. 22 ноября Адамс зачитал своё четвёртое обращение к Конгрессу в недостроенном здании Капитолия.

### Президентские выборы 1800 года

Распределение голосов по штатам на выборах 1800 года

В 1800 году голосование в некоторых штатах началось уже в октябре, но Днём выборов считается 4 декабря, когда выборщики явились в столицы своих штатов и официально проголосовали. Адамс в эти дни был в дороге: он снова переезжал из Куинси в Вашингтон. Исход голосования был непредсказуем: победа республиканцев в Нью-Йорке дала им большие шансы на победу, но Адамс всё ещё надеялся победить. К Рождеству все голоса были подсчитаны, пока официально не объявлены, но исход в целом был понятен: Джефферсон и Бёрр победили, получив по 73 голоса, а Адамс получил 65 голосов. В Пенсильвании и Северной Каролине он набрал даже больше голосов, чем в 1796 году, но всё решила позиция Нью-Йорка. Эпоха доминирования федералистов в Конгрессе завершилась, 7-му Конгрессу США предстояло быть полностью республиканским.
С одной стороны, поражение Адамса было следствием его просчётов, с другой стороны, ему просто не повезло, и многие факторы не зависели от его воли. Он первый пострадал от практики, согласно которой победившая в штате партия назначает выборщиков. Если бы выборщики Нью-Йорка назначались пропорционально, Адамс победил бы Джефферсона 70-ю голосами против 68-ми. Он также первый пострадал от Компромисса трёх пятых: если бы численность рабов в южных штатах не учитывалась при формировании коллегии выборщиков, он победил бы со счётом 63-61.
На исход выборов повлияло и то, что известия о мире с Францией пришли слишком поздно. Если бы Адамс не задержал отправку комиссии во Францию на восемь месяцев, мир был бы заключён раньше, и он получил бы дополнительные голоса. Получилось же так, что Сенат ратифицировал договор через 60 дней после Дня выборов.
В историографии сложилось мнение, что поражение Адамса было вызвано недовольством федералистами и их «Законом об иностранцах», но в середине XX века влияние этого фактора стало казаться преувеличенным. Многие видели причину поражения в решении Адамса отправить Мюррея в Париж, поскольку это восстановило против него федералистскую партию. Впоследствии главную причину стали видеть в недовольстве налоговой политикой федералистов. За годы президентства Адамса расходы на содержание правительства выросли вдвое, а внешний долг вырос до 8 миллионов долларов. Рост налогов привёл к тому, что многие округа Пенсильвании стали сторонниками республиканцев. Налоги требовались на содержание армии, хотя она раздражала население скорее самим своим существованием. И наконец, важное значение имело умение республиканцев вести предвыборную кампанию. Они были лучше организованы и лучше чувствовали настроение электората.

## 1801 год

### Избрание Джефферсона
Ещё в декабре 1800 года стало известно, что Джефферсон и Аарон Бёрр набрали равное количество голосов, поэтому голосование было перенесено в Палату представителей, где у каждого штата был один голос. Тогда Союз насчитывал 16 штатов, и победитель должен был получить минимум 9 голосов штатов. Весь январь 1801 года этот вопрос обсуждался в Палате; многие федералисты предлагали привести к власти Бёрра и тем самым избавиться от Джефферсона, но Гамильтон был категорически против, предпочитая иметь президента с иными принципами, чем президента вообще без принципов. 11 февраля началось голосование. Долгое время оно приводило к результату 8-6, не давая победителя. Адамса потом осуждали за то, что он отстранился от процесса, не высказывал предпочтений, и даже были предположения, что он хочет видеть президентом Бёрра. Однако из частной переписки Адамса известно, что он желал победы Джефферсону.
Много лет спустя Джефферсон утверждал, что встречался с Адамсом 12 или 14 февраля. По его словам, Адамс сказал ему: «Сэр, судьба выборов в ваших руках. Вам только надо сказать, что вы будете справедливы к кредиторам, сохраните флот и не будете смещать чиновников, и тогда власть окажется в ваших руках». Джефферсон же ответил, что примет власть только при условии полной свободы воли. Ничто не подтверждает реальность этой сцены, однако ничего её не опровергает.
Известно, что Гамильтон был готов поддержать Джефферсона на тех же условиях (что тот не станет менять систему: сохранит армию, нейтралитет, и систему обслуживания государственного долга). Джефферсон действительно отказался заключать такую сделку, но не возражал против условия в принципе. Два месяца Гамильтон уговаривал депутата от Делавэра, Джеймса Байарда, проголосовать за Джефферсона, и в итоге тот, отчасти под влиянием писем Гамильтона, дал согласие, при условии, что Джефферсон не станет менять систему. Джефферсонианцы намекнули ему, что условие приемлемо, и в итоге на 36-м голосовании Джефферсон получил дополнительный голос от Делавэра и ещё два голоса от Мэриленда и Вермонта.

### Закон о судебной власти

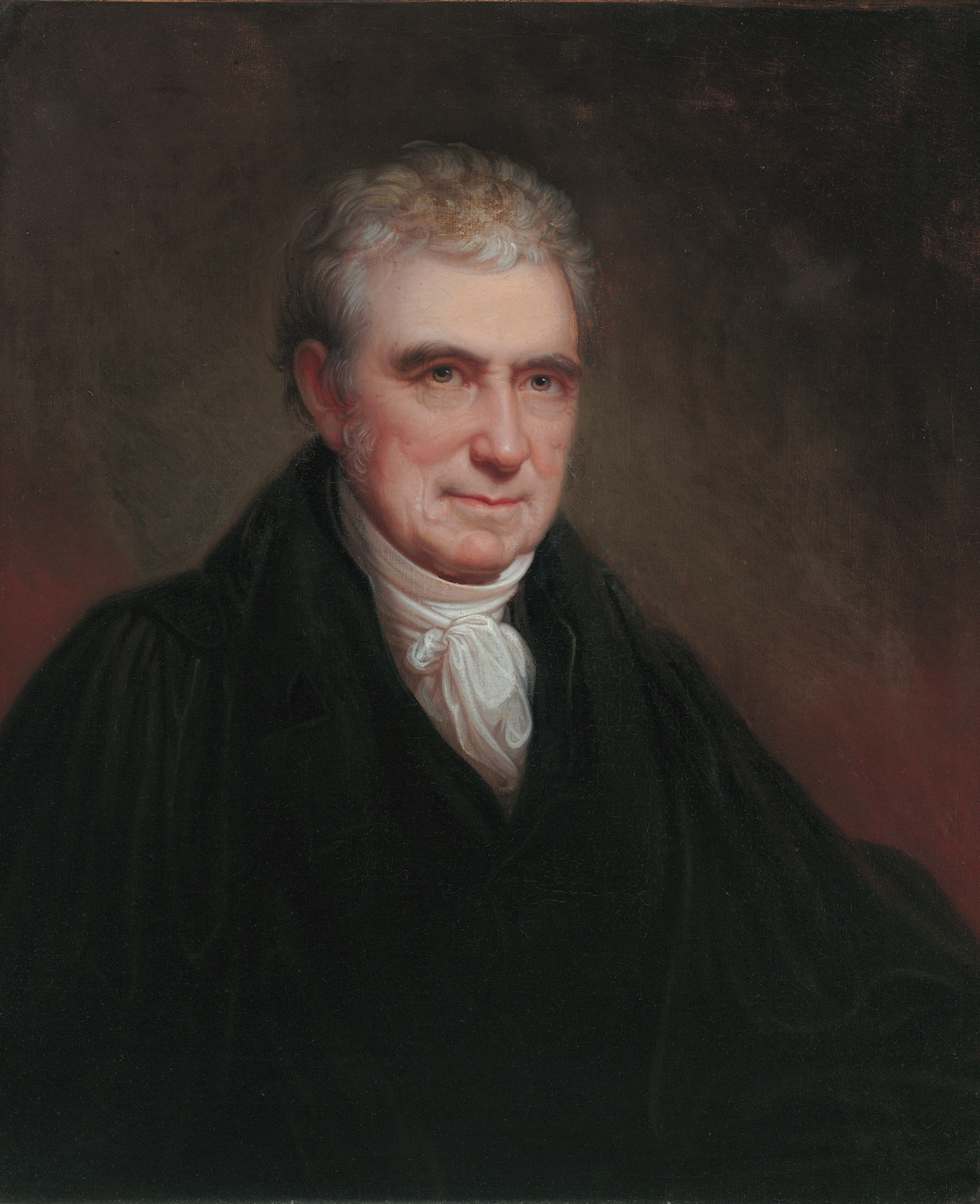
Джон Маршалл, верховный судья с 1801 по 1835 год. Портрет работы Рембрандта Пила, 1834 год

В 1799 году Адамс предложил Конгрессу внести изменения в юридическую систему, но тогда федералисты отнеслись к предложению с безразличием. Теперь же партия проиграла выборы, но в последние месяцы своего срока ещё могла принять ряд законов в своих интересах. Федералисты быстро составили проект Закона о судебной системе: реформировали юридические округа, увеличили количество окружных судов до шести, создали 23 новых места для федеральных судей и ещё много мелких должностей (маршалов и приставов). Закон был принят Конгрессом 13 февраля и был сразу же подписан президентом.
За редкими исключениями Адамс назначал на новые должности федералистов. Республиканцы возмущались этими назначениями, сделанными, по их словам, в последние моменты президентства Адамса, из-за чего за судьями устоялось прозвище «Полуночные судьи». Адамс назначал в основном людей, близких ему по политическим взглядам, даже если они не были его друзьями — так назначение получил Оливер Уолкотт. В те же дни свой пост Верховного судьи покинул Оливер Элсворт, и на его место 4 февраля был назначен Джон Маршалл.
Дэвид Маккалоу называл назначение Маршалла столь же судьбоносным, сколь и назначение, по инициативе Адамса, Джорджа Вашингтона главнокомандующим за 25 лет до этого. «Величайший Верховный судья в истории», как назвал его Маккалоу, прослужил на этом посту 34 года.

### Инаугурация Джефферсона
4 марта 1801 года прошла инаугурация Джефферсона. Он проснулся рано, позавтракал за общим столом в трактире «Conrad & McMunn's», а в 11:00 отправился в Капитолий. Он не пудрил парик, не взял церемониальную шпагу и не воспользовался экипажем, а прошёл всё расстояние до Капитолия пешком. Он старался подчеркнуть наступление эпохи республиканской простоты и равенства. В своей инаугурационной речи он упомянул Вашингтона, но ни слова не сказал об Адамсе. Сам Адамс не стал присутствовать на церемонии: он покинул Вашингтон в 04:00 на дилижансе, идущем в Балтимор. Его спутником по иронии судьбы оказался Теодор Седжвик, некогда союзник, а потом политический противник.
Джон Ферлинг (и многие иные историки) писал, что Адамс был расстроен поражением и не хотел видеть торжества своего оппонента. Многие современники удивлялись этому раннему отъезду и осуждали его. Противники приписывали отъезд его завистливости и импульсивности. Однако Браун и Маккалоу писали, что в то время не было общепринятого протокола поведения для бывшего президента, Адамс едва ли был приглашён на церемонию и едва ли был бы там желанным гостем. Он неоднократно писал и говорил, что его обязанности заканчиваются в полночь 3 марта: как только его президентство завершилось, он сразу же покинул Вашингтон. Между Балтимором и Вашингтоном не было гостиниц, и чтобы успеть в Балтимор до ночи, он должен был покинуть столицу на первом дилижансе, а он отбывал в 04:00.

## Оценки
Современные историки неоднозначно оценивают президентство Джона Адамса. Он был слишком независим, и из-за этого оказался в политической изоляции. Он не ценил чужого мнения, за исключением мнения своей жены. Его изоляция объясняется ещё и тем, что в его картине мира исполнительная власть стояла над политикой и партиями, он не верил законодательной власти, которую подозревал в коррупции и не сотрудничал с ней. В целом он не доверял людям и боялся власти большинства. Его элитаризм резко контрастировал с эгалитаризмом Джефферсона, который в итоге победил. С другой стороны, историки согласны с тем, что он был хорошим дипломатом и не дал стране втянуться в полноценную войну с Францией. Многие признают, что он мог победить на выборах 1800 года, и тогда к концу второго срока он заслужил бы совсем другую репутацию. Адамса часто осуждают за «Законы об иностранцах», хотя он не был автором этих законов и сам отказался применять силу во время восстания Фриза и амнистировал его участников.
Репутация Адамса как президента постепенно ухудшалась в последние годы. Его общий ранг среди президентов в статистике C-SPAN соответственно оценок 2000, 2009 и 2017 годов составлял соответственно 16 — 17 — 19 (В рейтинге 2017 года он выше Буша-Старшего, но ниже Эндрю Джексона). Хуже всего оцениваются его отношения с Конгрессом (22-28-24, в статистике 2017 года это рангом лучше Буша-Младшего и рангом ниже Уильяма Тафта), а лучше всего оцениваются его моральные качества (9-12-11).

## Отражения в культуре
Писатель Гор Видал описал события эпохи президентства Адамса в романе «Бёрр», написанном в 1973 году и отражающем его ревизионистский взгляд на эпоху, с отсылками на эпоху Никсона и с аллюзиями на Уотергейтский скандал. Впоследствии он ещё раз вернулся к этой эпохе в книге «Inventing a Nation» 2003 года, которая ближе к научному исследованию, чем к художественному роману. В этой книге он описывает период от президентства Вашингтона до начала президентства Джефферсона.
Президентству Адамса посвящён 6-й эпизод мини-сериала «Джон Адамс», снятого в 2008 году по книге Дэвида Маккалоу (роль Адамса исполнил Пол Джаматти). По мнению критиков, события изложены в целом правильно, хотя и сокращённо и упрощённо, но присутствует ряд неточностей: в сериале Адамс с большой неохотой подписывает «Законы об иностранцах и подстрекательстве к мятежу», хотя на самом деле он не возражал против них; в сериале его зять Уильям Смит просит пристроить его в армию, а Адамс отказывает, хотя он действительно пытался добыть для зятя звание генерала, а Конгресс отказал ему; в сериале не показано назначение Джона Маршалла верховным судьёй, хотя сам Маршалл присутствует в фильме.

### Статьи
- Holder, Jean S. The Sources of Presidential Power: John Adams and the Challenge to Executive Primacy (англ.) // Political Science Quarterly. — Oxford University Press, 1986. — Vol. 101, iss. 4. — P. 601—616. — doi:10.2307/2150796.
- Murphy, William. John Adams: The Politics of the Additional Army, 1798–1800 (англ.) // The New England Quarterly. — 1979. — Vol. 52, iss. 2. — P. 234–249. — doi:10.2307/364841.
- Stinchcombe, William. The Diplomacy of the WXYZ Affair (англ.) // The William and Mary Quarterly. — 1977. — Vol. 34, iss. 4. — P. 590–617. — doi:10.2307/2936184.